# Chrix Dahl
Pour les articles homonymes, voir Dahl.
Chrix Dahl, né le 5 janvier 1906 à Kristiania (aujourd'hui Oslo) et mort le 16 juin 1994 dans la même ville, est un peintre et illustrateur norvégien.

## Biographie
Chrix Dahl naît le 5 janvier 1906 à Kristiania.
Christian Axel Dahl naît à Kristiania (aujourd'hui Oslo) en Norvège. Il est le fils aîné de Christian Axel Dahl (1878-1918) et d'Elise Augusta Steen (1879-1952). Fils d'un officier de la marine, il grandit à Vestre Aker. Il fréquente l'école de Skøyen et passe un examen artium à l'école Frogner. Il  étudie à l'Académie nationale norvégienne de l'artisanat et de l'art (1924-1925) auprès d'Eivind Nielsen, à l'Académie nationale norvégienne des beaux-arts auprès d'Axel Revold et Halfdan Strøm (1925-1927) et d' Olaf Willums (1929-1932). Dahl voyage dans le sud de sud de l'Europe, dont Venise en 1929,. 
Il fait ses débuts à l'exposition Blomqvist à Oslo en 1930. Dahl enseigne à l'Académie nationale norvégienne de l'artisanat et de l'industrie artistique de 1945 à 1974. Il est membre du Norske Grafikere, secrétaire de 1938 à 1936 et président de 1946 à 1953. Il est membre du conseil d'administration de l'Oslo Kunstforening et membre du conseil d'administration du Kunstnernes Hus à Oslo 1946-57. Ses illustrations comprennent des livres de Bjørnstjerne Bjørnson, Henrik Wergeland, Mark Twain, Jules Verne et Stefan Zweig. 
En 1979, il est fait chevalier de première classe dans l'ordre de Saint-Olav.
Dahl meurt le 16 juin 1994 dans sa ville natale. Il est inhumé au cimetière d' Ullern ( Ullern kirkegård ) à Oslo.
Il est représenté avec plusieurs œuvres à la Galerie nationale de Norvège, notamment Napolitansk gårdsrom, Piazzale Mercato (1932), På broen (1932), Gjøglerfamilie (1933) et Selvportrett (1933),.

## Distinctions
- Chevalier de 1re classe de l'ordre de Saint-Olaf